# Autódromo de Tocancipá
El Autódromo de Tocancipá es un circuito de carreras situado en Tocancipá, pueblo situado a 30 kilómetros aproximadamente de la ciudad capital. Es la sede oficial de las 6 Horas de Bogotá, Campeonato Nacional de Automovilismo (CNA), y TC2000 Colombia. 

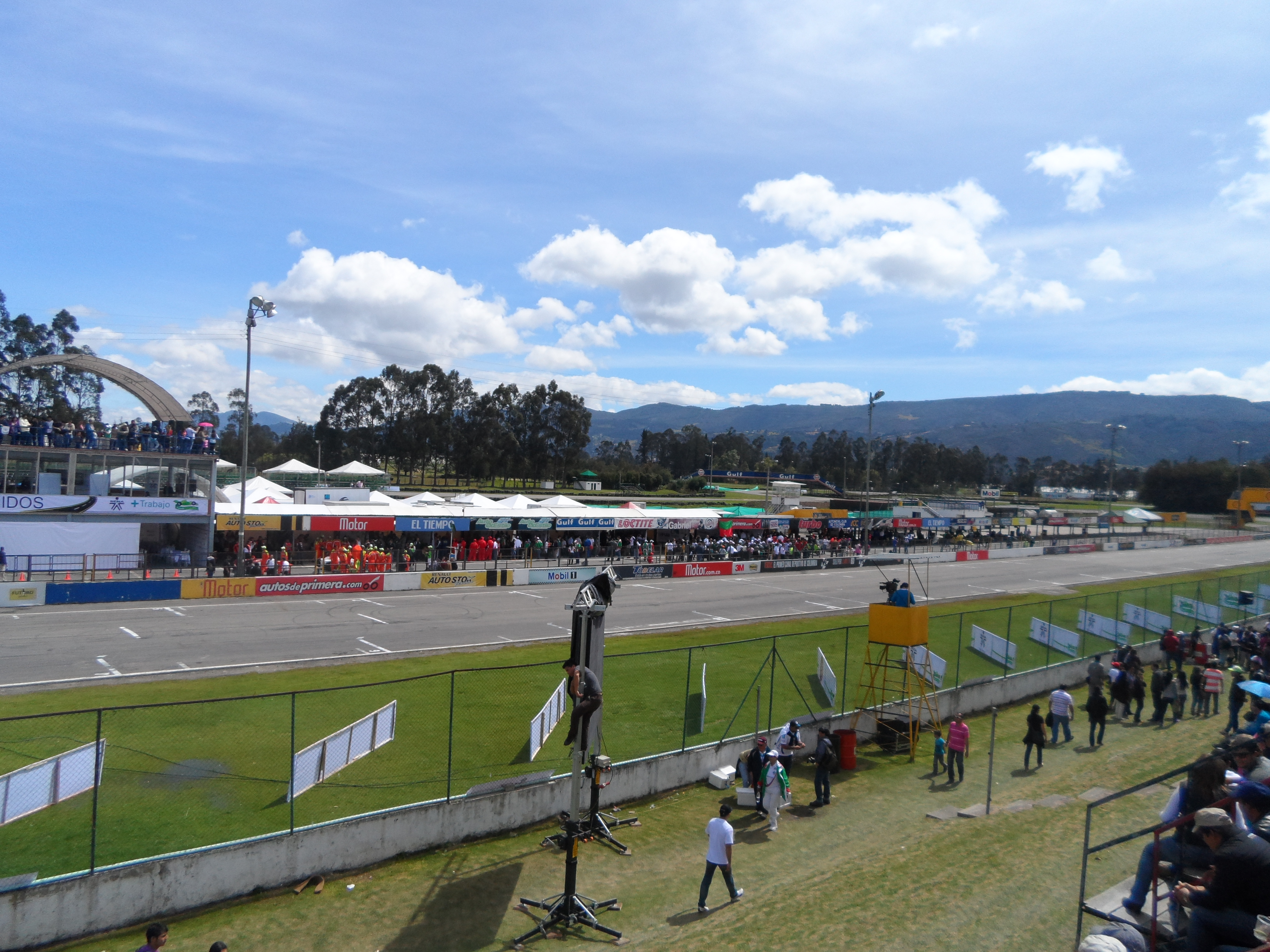
Panorama de la recta principal del circuito.

Se realizan carreras desde 1981, utilizándose una serie de trazados distintos dependiendo de cada situación o carrera. Generalmente para las 6 horas de Bogotá, la más importante competencia automovilística colombiana, se emplea el llamado circuito largo de 2.725 m. El circuito más corto apenas emplea 1010 m siendo esa la extensión más reciente al incluirse un óvalo en la parte norte del circuito. En esa zona también se construyeron otros circuitos como el Kartódromo Juan Pablo Montoya y el circuito de Campercross. Sin embargo el trazado tradicional sigue siendo el de 2.040 m el cual conserva mucho del trazado original; todos los recorridos tienen en común la recta principal construida desde el principio y renovada hacia los años 90`s , igualmente la zona de pits, sin embargo esa recta sufre modificaciones para propósitos varios.
La recta puede extenderse desde la curva de Mixtos, hacia la curva Motor, un gancho a derecha cuya salida conduce a la curva de los valientes, allí la distancia de la recta no supera los 350 m, en cambio la recta larga (utilizada para carreras en el circuito principal) supera ligeramente los 400 m  y conduce a un gancho a derecha (visto en sentido horario) que después lleva a una pequeña S y luego a una pequeña recta que lleva a la "curva de los Valientes", adicionalmente hay una extensión de recta usada solo para "piques" o carreras de 1/4 de milla (400 m), los cuales aficionados locales utilizan para realizar allí sus carreras.